# TOI-700
TOI-700 är en röd dvärg på ett avstånd av 101,5 ljusår ifrån jorden.

## Planetsystem
Forskare knutna till Nasas rymdteleskop TESS har upptäckt fyra exoplaneter i bana runt stjärnan: TOI-700 b, TOI-700 c, TOI-700 d, och TOI-700 e där TOI-700 d var den första upptäckta exoplaneten av jord-storlek i beboeliga zonen.

## Galleri

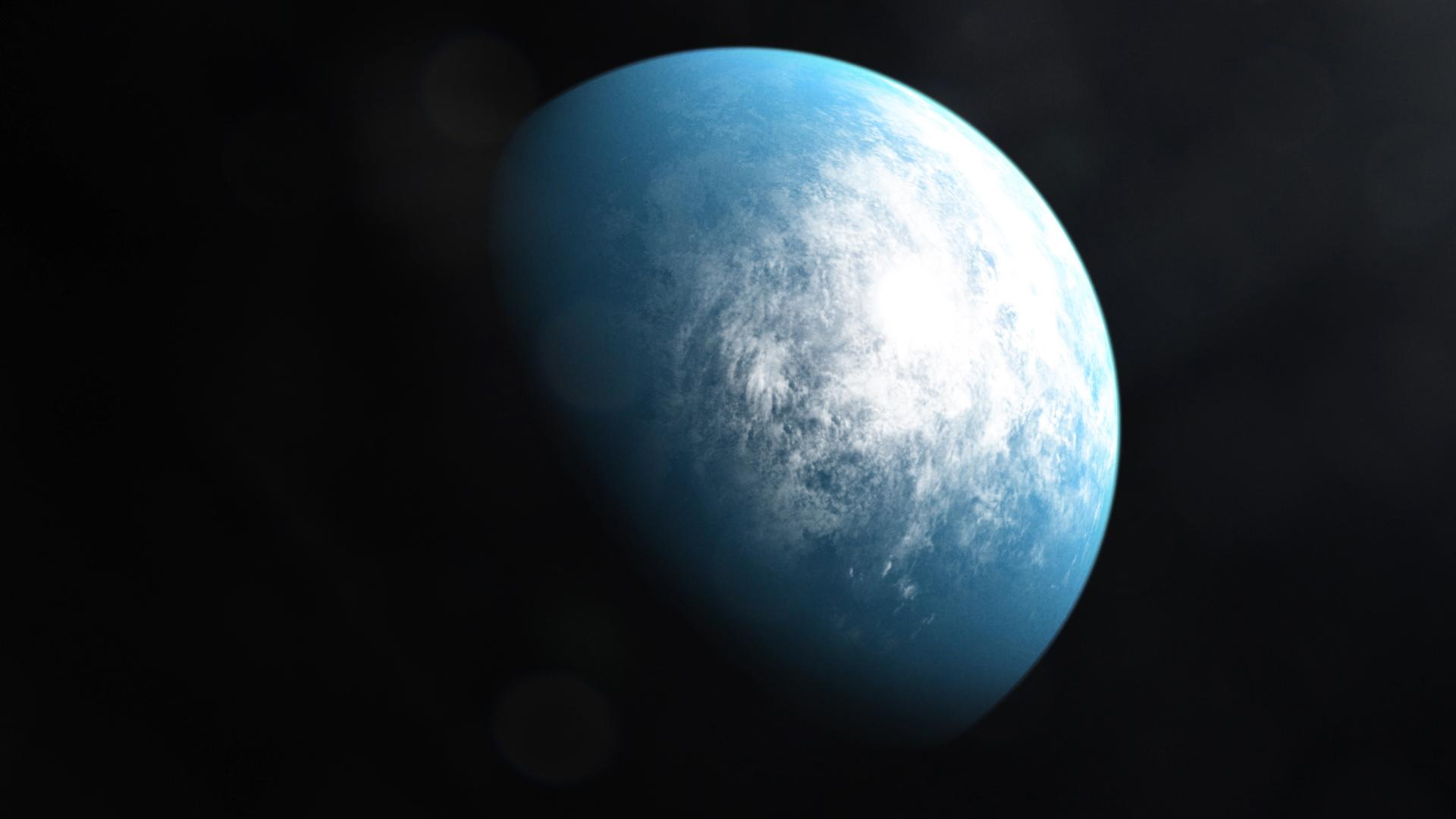
Konstnärlig framställning av exoplaneten TOI-700 d